# Calhoun County (Georgia)
Calhoun County is een county in de Amerikaanse staat Georgia.
De county heeft een landoppervlakte van 726 km² en telt 6.320 inwoners (volkstelling 2000). De hoofdplaats is Morgan.

## Bevolkingsontwikkeling

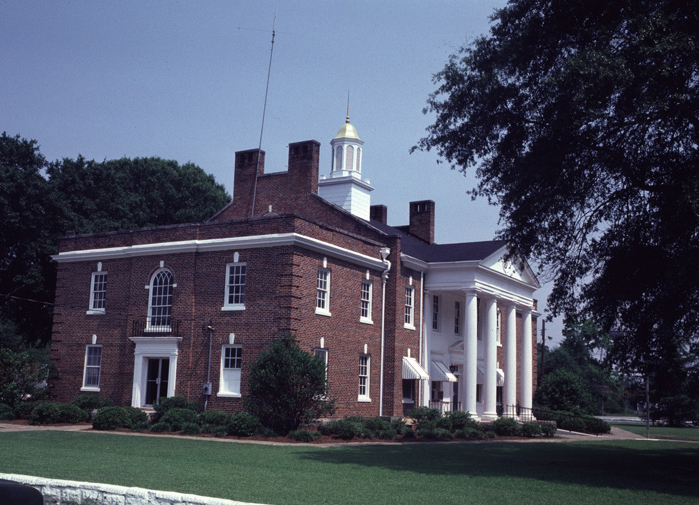
Calhoun County Courthouse